# Světová výstava 1855

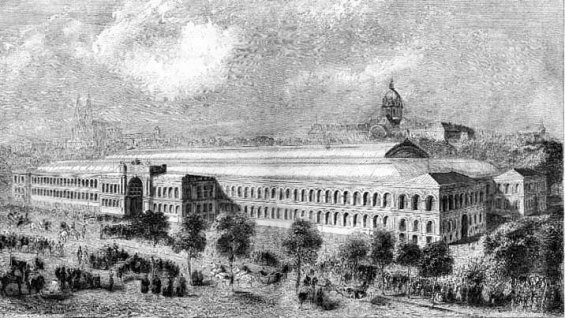
Palais d'Industrie v Paříži

Světová výstava 1855 (francouzsky: Exposition universelle de 1855) byla v pořadí druhá světová výstava průmyslu a kultury, první konaná v Paříži, a to od 15. května do 15. listopadu 1855.

## Základní informace
Výstava se stala významnou událostí ve Francii za vlády a pod patronací císaře Napoleona III. Navázala na londýnskou světovou výstavu z roku 1851 a snažila se ji ještě předstihnout. Jako měli Angličané Křišťálový palác, postavili Francouzi svůj vlastní Palais d'Industrie (Průmyslový palác); jeho stavba se nedochovala, neboť v roce 1900 byl na jeho místě pro světovou výstavu vybudován Grand Palais. Průmyslové a umělecké výstavy uvedené při této příležitosti byly považovány za nadřazené všem předchozím.
Podle oficiální zprávy výstavu navštívilo 5 162 330 návštěvníků. Z nich si asi 4,2 milionu prohlédlo průmyslovou výstavu a 0,9 milionu navštívilo expozici krásného umění. Výdaje činily asi 5 000 000 dolarů, zatímco příjmy byly sotva desetina této částky. Expozice zabírala 16 ha (39 akrů) a účastníci byli ze 34 zemí. Pro výstavu požadoval Napoleon III. podávat nejlepší víno z Bordeaux, které mělo zajistit dobré jméno Francie v zahraničí; jedním z přínosů výstavy bylo zavedení systému klasifikace bordeauxských vín.
Tato světová výstava také jako první měla pavilon věnovaný výlučně krásným uměním – Le Palais des Beaux-Arts, kde se účastnilo 28 zemí se zhruba 5000 malířských děl. Mezi umělci, kteří zde reprezentovali své země, byli např. Eugène Delacroix (48 obrazů), Dominique Ingres (40 obrazů), Camille Corot (6 obrazů), Jean-François Millet, Charles-François Daubigny, Johan Barthold Jongkind, Ludwig Richter.
U příležitosti konání výstavy se konala diskuse o zařazení fotografie mezi umění. Vystavovaly se jezdecké portréty, geografické snímky, brilantně nazvětšovaná panoramata a fotografie z Číny. Na výstavě byly k vidění daguerrotypie, kalotypie, talbotypie, mokrý kolodiový proces, woodburytypie. Z fotografů zde vystavovali André-Adolphe-Eugène Disdéri, Nadar, Gustave Le Gray nebo Adolphe Braun. Fotografie ruské a turecké armády, reportáž z Krymské války představil Carol Szathmari. Řada fotografů, kteří vystavovali na této výstavě, pokračovali také na výstavě v roce 1867 v Paříži.
Na této výstavě získal stříbrnou medaili za své pohybové série průkopník fotografie John Dillwyn Llewelyn. Bronzovou získal Oscar Gustave Rejlander za své fotografické montáže. Světové výstavy byly vynikající příležitostí pro reportážní fotografy, kteří zvlášť podrobně dokumentovali zejména pavilony a významné hosty. Své snímky zde vystavoval také rakouský fotograf Andreas Groll.
Z expozice se dodnes dochoval jediný pozůstatek – divadlo Rond-point des Champs-Élysées z dílny architekta Gabriela Daviouda, které bylo původně umístěno v „Panorama National“.

## Galerie

### Palais de l'industrie

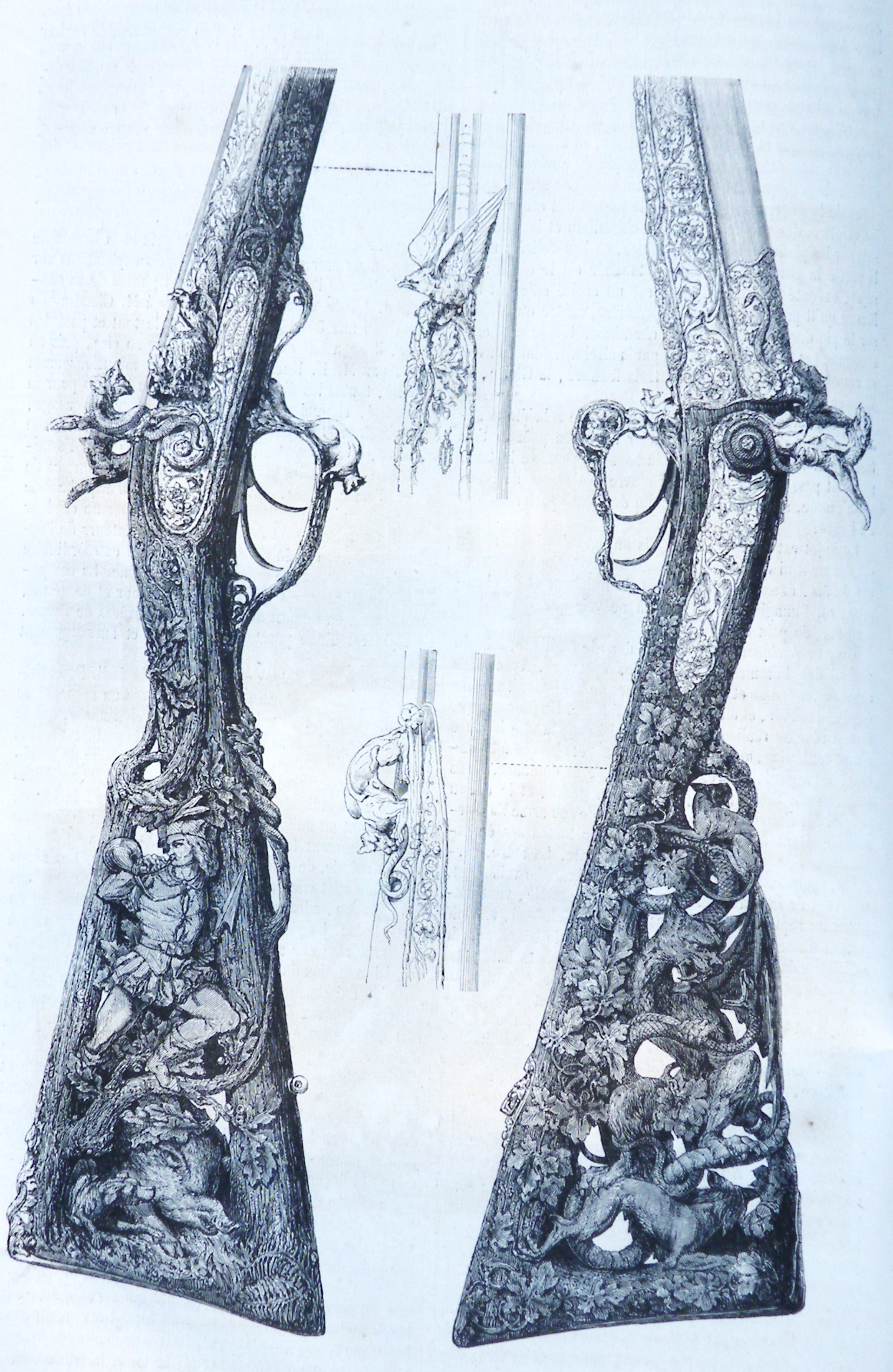
Umělecky ztvárněné paždí pušky, M. Gauvain a M. Claudin
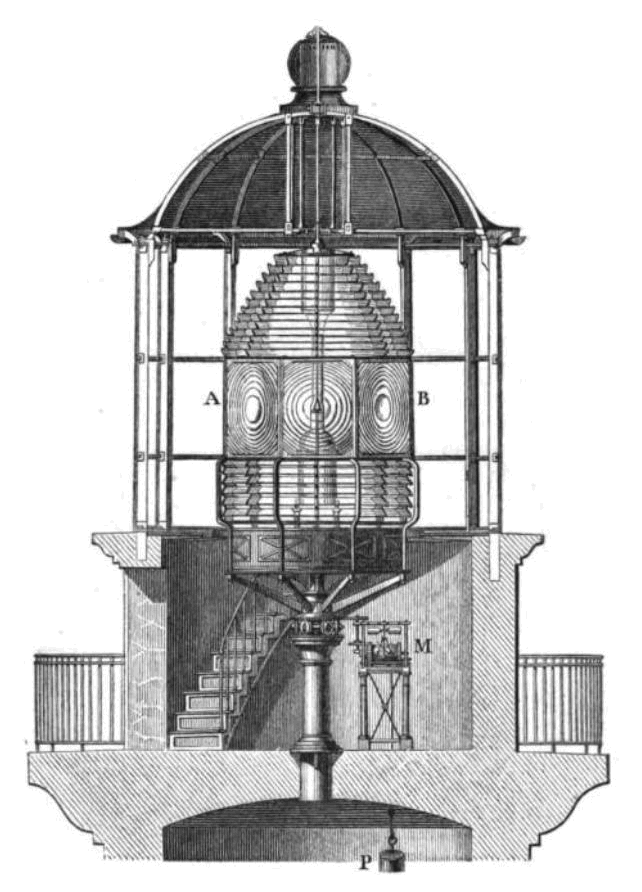
Maják s lucernami opatřenými Fresnelovou čočkou.
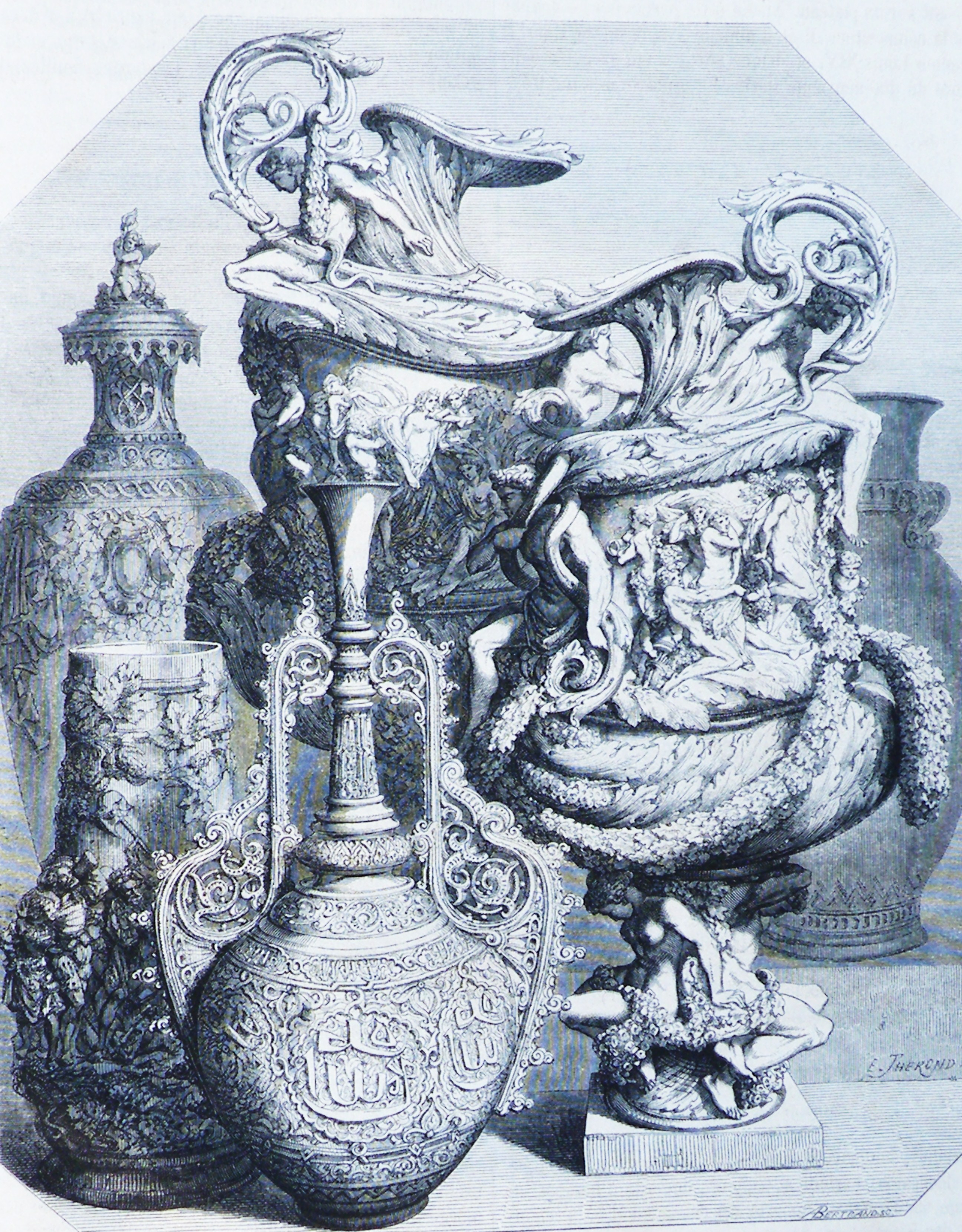
Keramické vázy, 1855

### Palais des Beaux-Arts

Ingres : Apoteóza Homéra
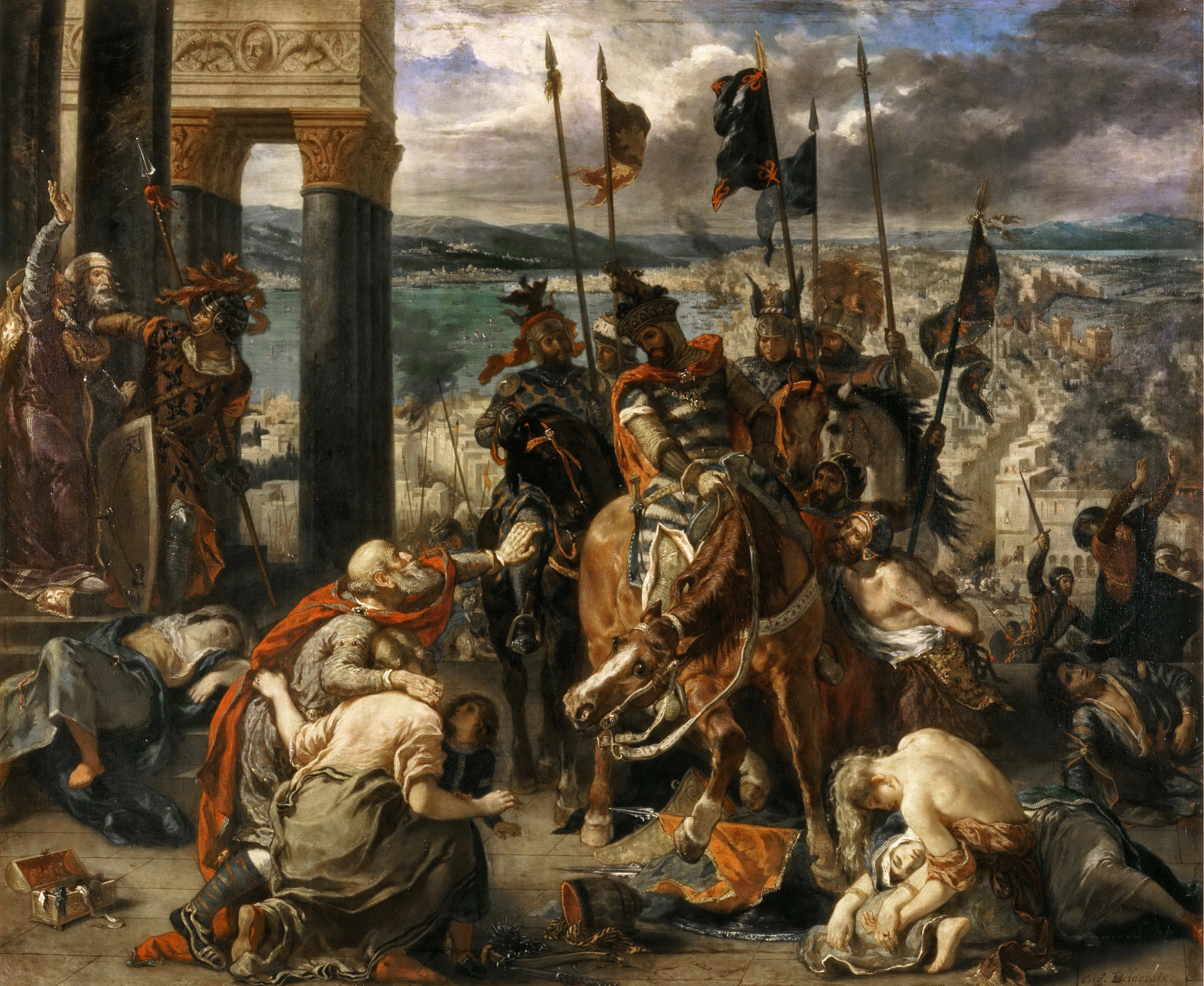
Delacroix : Vstup křižáků do Konstantinopole
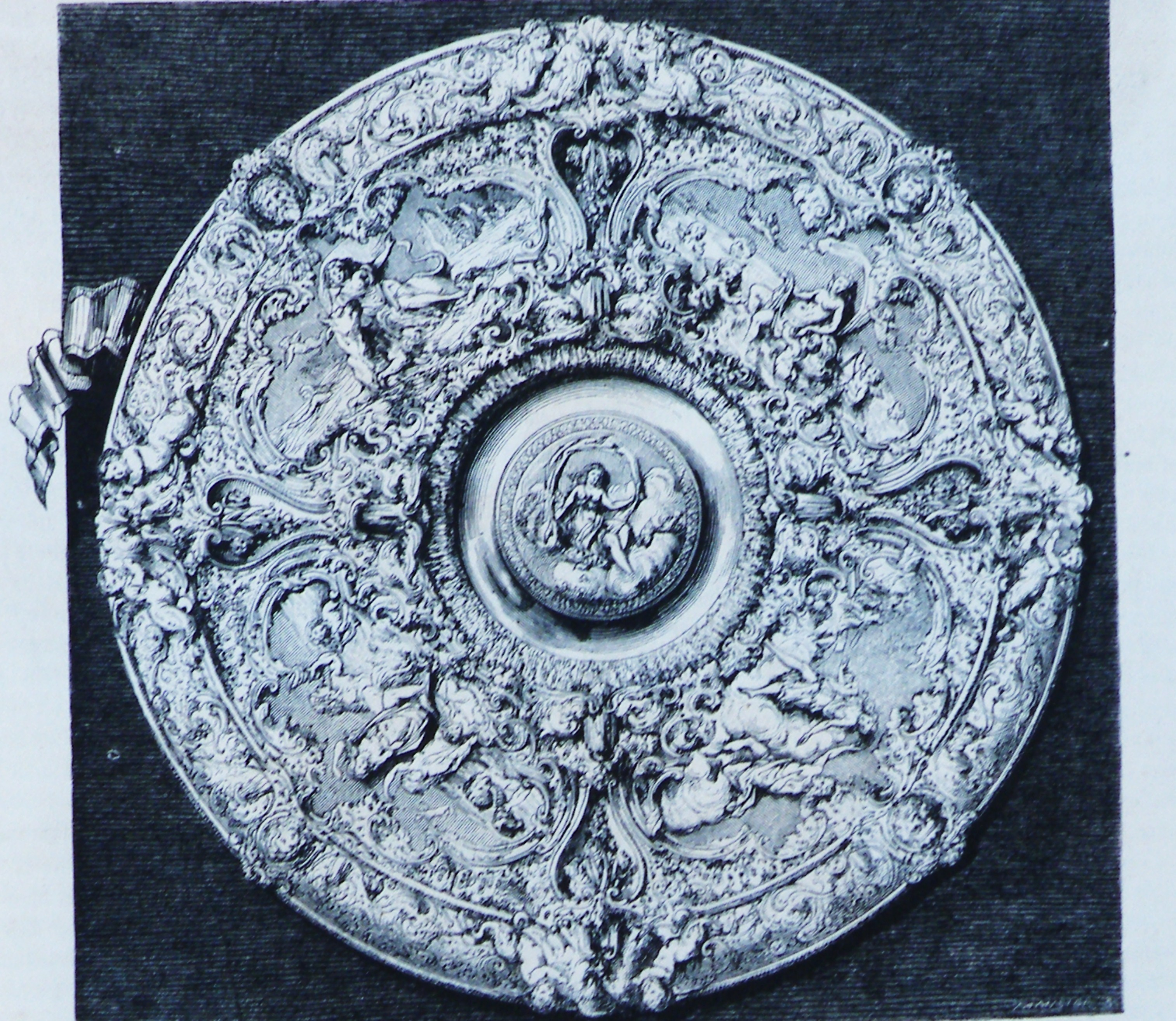
Gueyton : Džbán
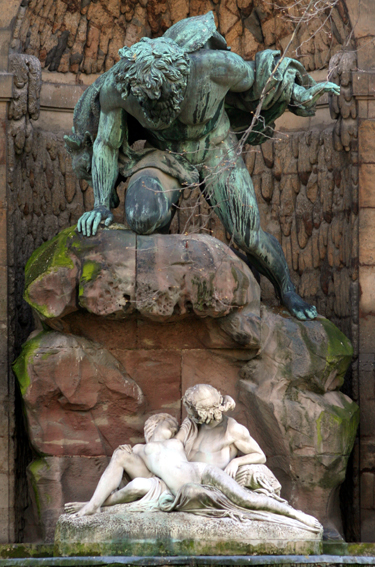
Auguste Ottin : Fontána de Médicis
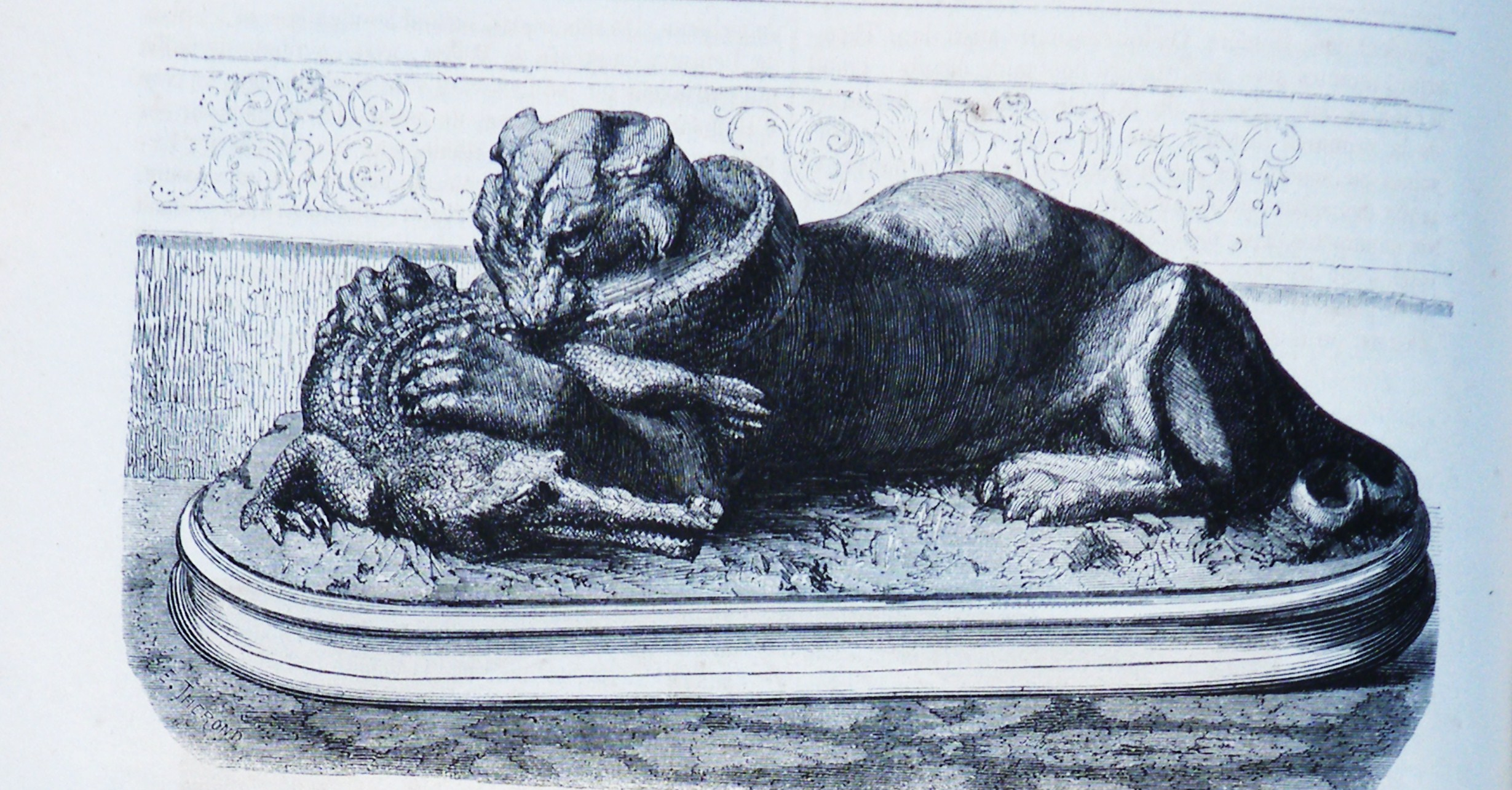
Barye : Tigre dévorant un gavial
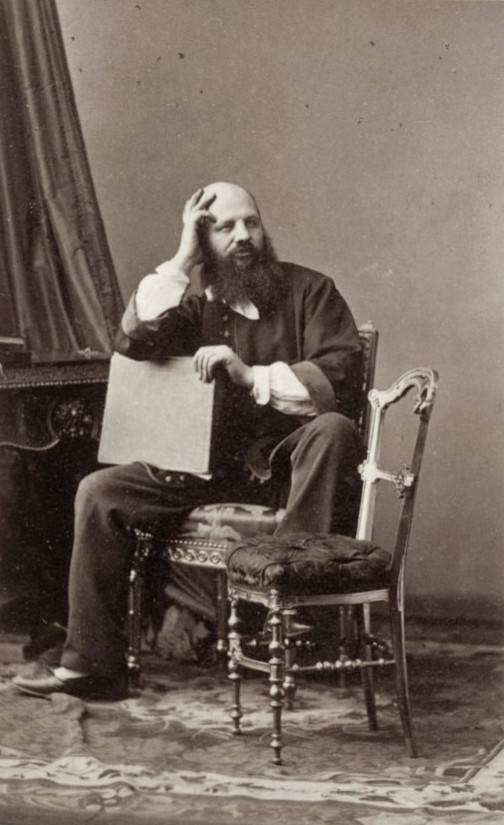
Fotograf André-Adolphe-Eugène Disdéri
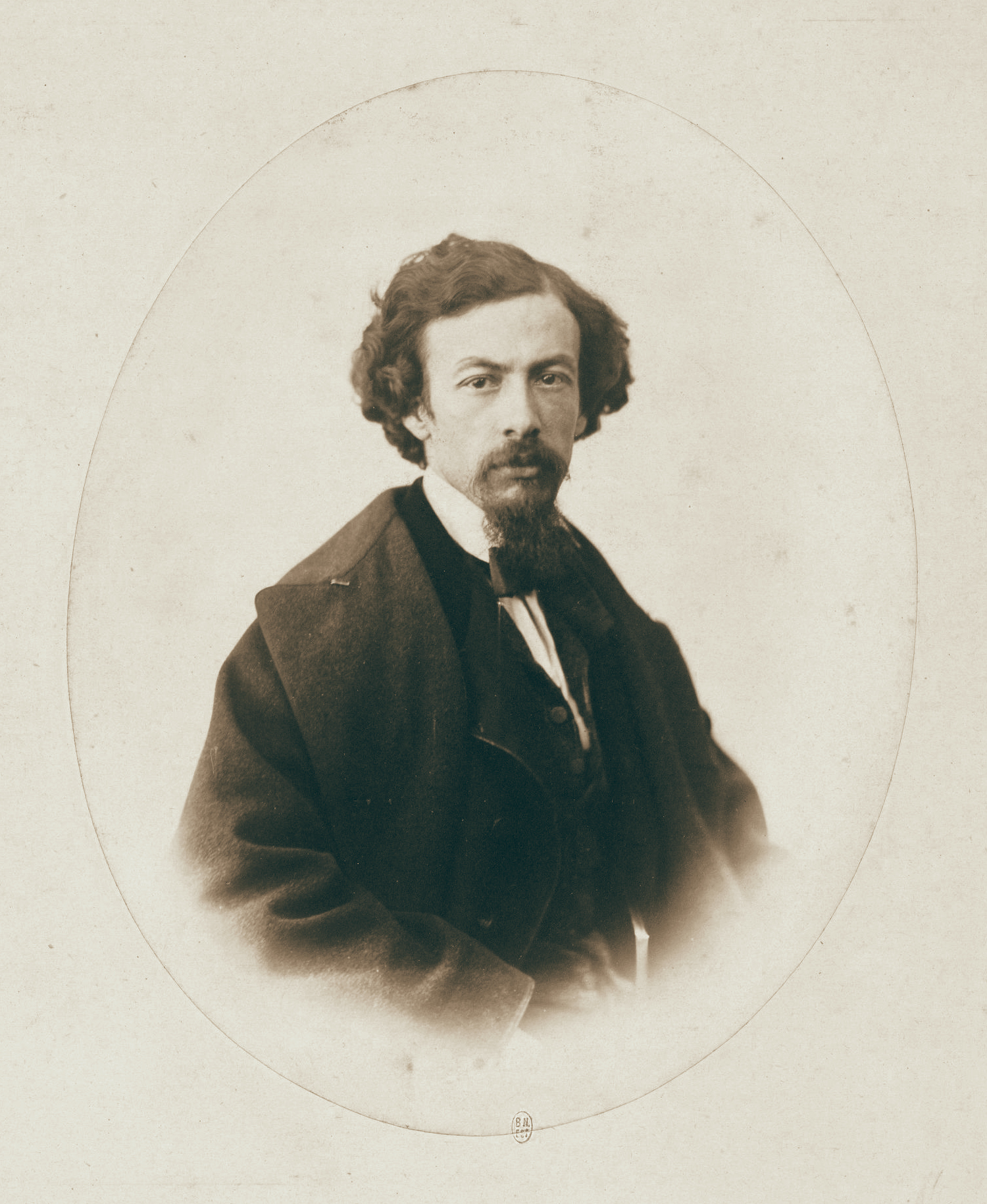
Fotograf Gustave Le Gray
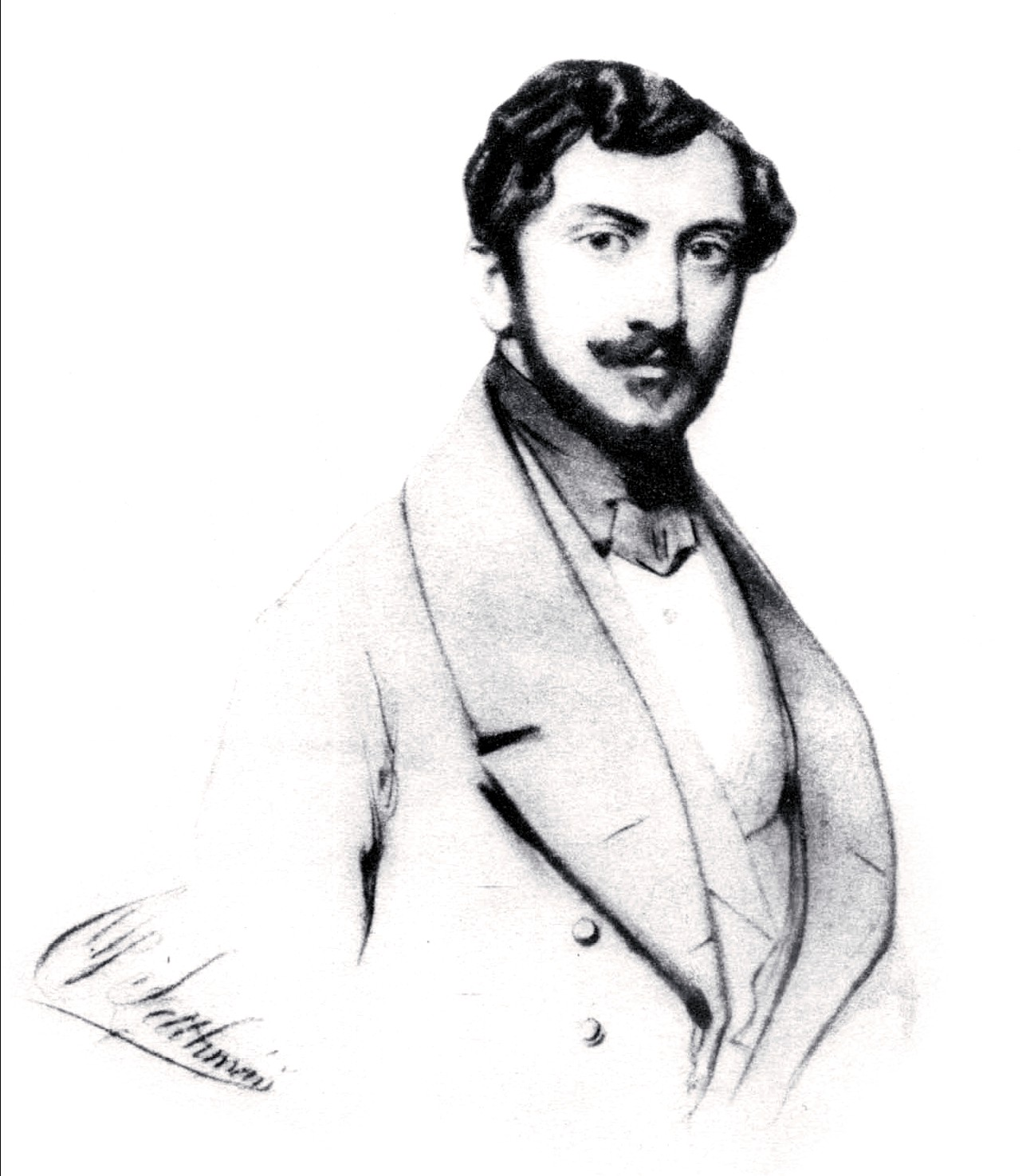
Fotograf Carol Szathmari